# Млевичи
Мле́вичи — деревня (село) в Торжокском районе Тверской области. Относится к Пироговскому сельскому поселению.
Находится в 22 км к югу от города Торжка, на реке Крапивке. Через деревню проходит автодорога «Торжок — Высокое — Берново — Старица».

## История
Ранее деревня именовалась селом Богородское или Богородицкое.
В Списке населенных мест Тверской губернии на 1859 год показаны владельческое село Богородское (23 жителя) и сельцо Млевичи (52 жителя). Село располагалось на почтовой дороге Торжок — Старица, на левом берегу Крапивни (Крапивки). Сельцо (усадьба) Млевичи — за речкой. В Богородском (в начале XX века село называется Богородское-Млевичи) — Знаменская церковь, построенная в 1771 году, на куполе церкви в 1876 году был поставлен позолоченный крест, наверху которого укреплена позолоченная корона в память Александра I, бывшего здесь проездом. В 1873 году основана Млевичская земская школа, здание которой построено крестьянским обществом.
В 1914 году в Млевицкий (Богородский) приход Мошковской волости Новоторжского уезда входили деревни Кречетово, Гусеницы, Хлыщево, Старо-Симонково, Ново-Симонково, Захожи, Костино с населением 1952 жителя.
В 1925 году были выселены последние владельцы усадьбы Млевичи, Терентьевы Иван и Василий. Имущество было передано организованному здесь совхозу «Млевичи». Позднее в главном усадебном доме располагался дом отдыха (до 1941 года).
В декабре 1941 года в селе базировался 628-й стрелковый полк подполковника П. С. Галайко, входивший в состав 174-й стрелковой дивизии 29-й армии Калининского фронта. Линия фронта в это время проходила в 4 км от Млевичей. В барском доме во время войны располагался военный госпиталь. Воинов умерших от ран в госпитале и погибших в боях, похоронили на братском кладбище.
До войны и после в усадьбе располагался детский дом № 1 (в конце 90-х годов переехал в Митино).

## Население
В 1997 году в деревне Млевичи 34 хозяйства, 74 жителя.
Население по переписи 2002 года — 54 человека, 24 мужчины, 30 женщин.
| 1859 | 2002 | 2010 |
| ---- | ---- | ---- |
| 52   | ↗54  | ↗55  |

## Достопримечательности
Сохранился бывший усадебный комплекс (XVIII—XIX), главный дом с флигелем (1840 год), Знаменская церковь с отдельно стоящей колокольней (1771 год), дом управляющего, хоз.постройка, конюшня и коровник, ворота, остатки 2 обелисков, остатки липового регулярного парка с искусственными прудами (1840-е годы), здание земской школы (построена в 1858 году).
Постройки заложены надворным советником Иваном Антиповичем Шишковым. В начале XX века разными долями Млевичей владели помещики Церетели, Цвылевы и некий разбогатевший крестьянин Матвей Терентьев. До начала 2000-х годов в главном доме размешалось детское социальное учреждение, теперь это — недвижимость, выставленная на продажу.